# Улица Егора Абакумова
У́лица Его́ра Абаку́мова (до 1964 года — Станционная улица) — улица в Северо-Восточном административном округе города Москвы. Проходит от Ярославского шоссе до Югорского проезда и заканчивается напротив железнодорожной платформы «Лось». Нумерация домов ведётся от Ярославского шоссе. Улица связана пешеходным мостом через пути Ярославского направления Московской железной дороги с Анадырским проездом.

## Происхождение названия
До вхождения в 1960 году в состав Москвы была Станционной улицей в городе Бабушкине (улица ведёт к платформе «Лось»). После присоединения к Москве во избежание одноимённости 29 августа 1964 года была переименована в честь Егора Абакумова — одного из первых руководителей строительства московского метро, поскольку находится на территории бывшего посёлка метростроевцев.

## Здания и сооружения
По нечётной стороне:
- Жилые дома №—№ 3, 5, 7, 9, 11, 13/16.

По чётной стороне:
- Жилые дома №—№ 2, 4, 6, 8, 10 корп. 1, 10 корп. 2, 10 корп. 3 (общежитие), 12, 18/14.

На тротуаре вдоль аллеи до 2017 года находились торговые ряды (цветы, горячие пирожки, продукты, зоотовары, одежда, обувь, товары для здоровья, фототовары, мясо), возведённые в 1998 году. Снесены 14 февраля 2017 года в рамках четвёртой волны сноса московского самостроя.
В мае 2017 года большинство сооружений на улице Егора Абакумова были включены в перечень домов, по которым пройдет голосование жителей о включении в проект программы реновации жилья. 

## Общественный транспорт
По улице проходит автобус 375 (ВДНХ (главный вход) — Платформа Лось).

## Галерея
- Улица Егора Абакумова в 2015 году (в центре), от Ярославского шоссе до пл. «Лось»
- Вид в сторону Ярославского шоссе
- Вид в сторону Ярославского шоссе
- Школа
- Вид на начало Югорского проезда
- Вид на Югорский проезд